# Hendrik-Ido-Ambacht
Hendrik-Ido-Ambacht es un municipio neerlandés situado en la provincia de Holanda Meridional.
En 2016 tiene 29 448 habitantes.
El municipio se creó en 1855 mediante la fusión de Hendrik-Ido-Schildmanskinderen-Ambacht en de Oostendam con Sandelingen Ambacht, dando lugar al nuevo municipio de "Hendrik-Ido-Oostendam-Schildmanskinderen-Groot-en-Klein-Sandelingen-Ambacht", que tuvo que acortar su nombre al actual "Hendrik-Ido-Ambacht".
Se ubica en la periferia noroccidental de Dordrecht.